# اصل خودسازگاری نوویکوف
اصل خودسازگاری نوویکوف (انگلیسی: Novikov self-consistency principle)، همچنین به عنوان فرضیهٔ خود سازگاری نوویکوف و قانون حفظ تاریخ از لری نیون شناخته می‌شود، اصلی است که فیزیکدان روسی ایگور دیمیتریویچ نوویکوف در اواسط دهه ۱۹۸۰ آن را ساخته‌است. نوویکوف قصد داشت آن را برای حل مسئله پارادوکس‌هایی که در سفر در زمان است استفاده کند، نظریه ای که از نظر تئوریک در برخی از راه حل‌های نسبیت عام که شامل منحنی‌های بسته به موقع هستند، مجاز است. این اصل ادعا می‌کند که اگر رویدادی وجود داشته باشد که موجب ایجاد پارادوکس یا ایجاد هرگونه «تغییر» در گذشته شود، پس احتمال آن واقعه صفر است؛ بنابراین ایجاد پارادوکس‌های زمانی غیرممکن است.
مدت‌هاست که فیزیکدانان می‌دانند برخی از راه حل‌های نظریه نسبیت عام حاوی منحنی‌های بسته به موقع است - به عنوان مثال معیار گودل. نوویکوف در مورد امکان منحنی زمان بسته (CTC) در کتاب‌هایی که در سال‌های ۱۹۷۵ و ۱۹۸۳ نوشت، بحث کرد و این نظر را داد که فقط سفرهای خودسازگار به گذشته مجاز است.